# Sangala tolosa
Sangala tolosa là một loài bướm đêm trong họ Geometridae.